# Runenstein von Skårby

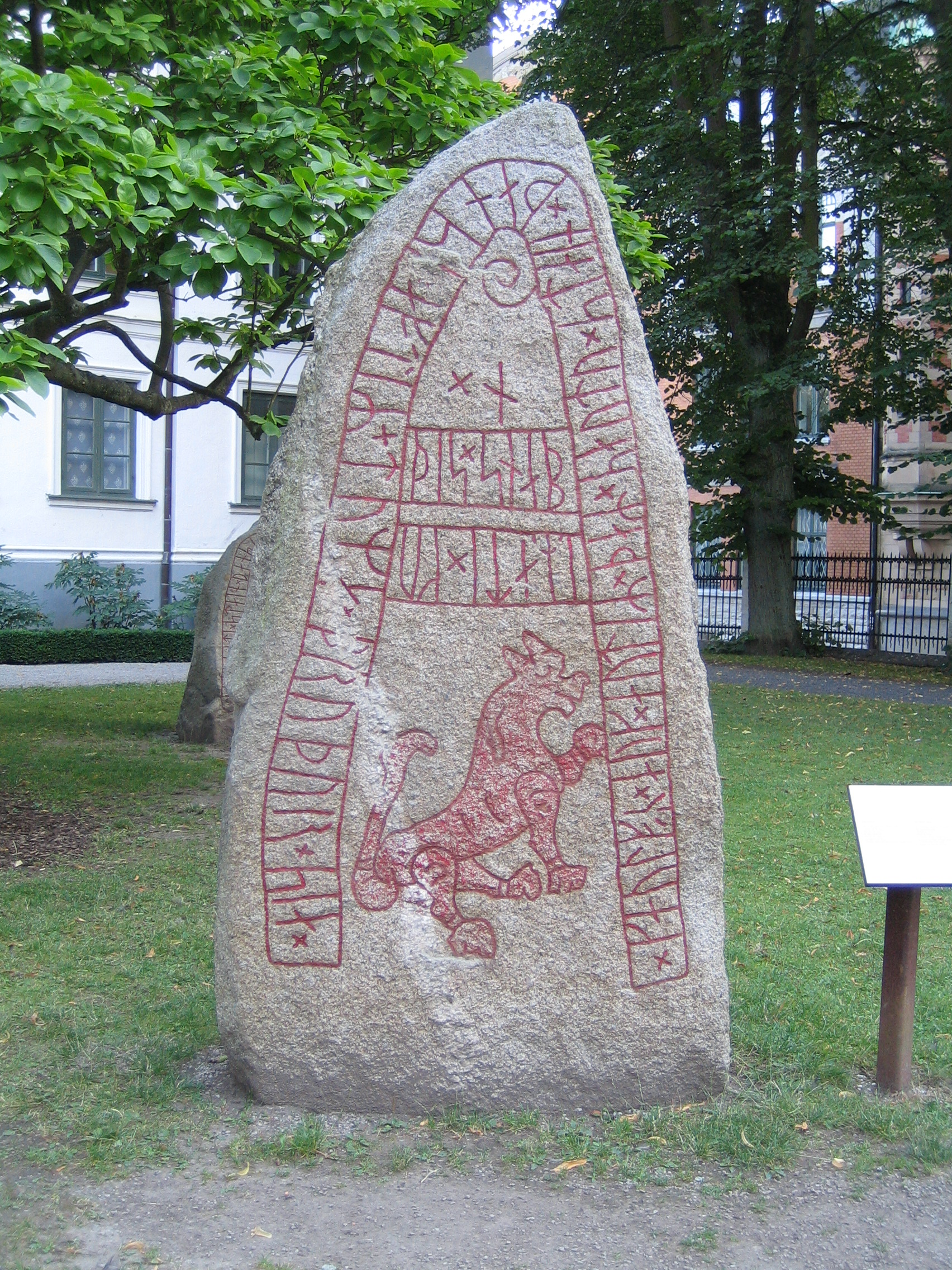
Runenstein von Skårby 1

Der Runenstein von Skårby 1 (schwed. Skårbystenen 1; auch Gusnava Stein genannt) mit dem Kennzeichen DR 280 bzw. Lund 11:4 ist ein Runenstein aus Granit, der im Kirchspiel Skårby in der Gemeinde Ystad in der schwedischen Provinz Schonen stand. Heute ist der Stein vor dem Freilichtmuseum Kulturen in Lund aufgestellt.

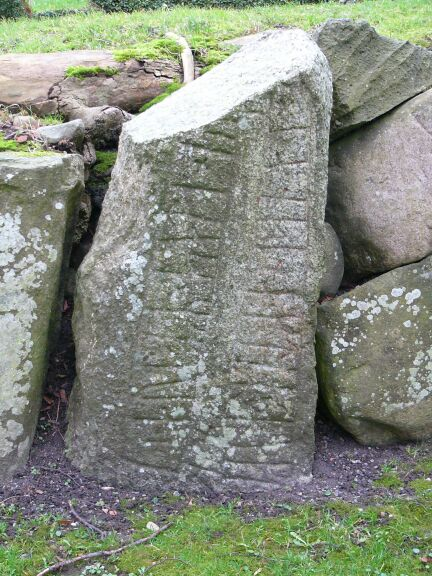
Runenstein Skårby 2

Der Stein ist im RAK-Stil des 10. Jahrhunderts ausgeführt, bei dem die Schriftbänder glatte Enden haben (Runenstein von Kalleby) und der fast immer ohne Bildanteile auskommt. Hier ist allerdings „Das Große Tier“ in der älteren Form dargestellt. Der Runenmeister arbeitete vermutlich auch am Hunnestad-Monument. 
Der Text lautet: Káulfr/Kalfr und Autir setzten diesen Stein zur Erinnerung an Tumi, ihren Bruder, der Guðissnapi (das heutige Dorf Gusnava) besaß.
Es gibt noch den aus der gleichen Periode stammenden unspektakulären Runenstein Skårby 2.